# Rochester Castle
Rochester Castle ist eine Burgruine im Borough of Medway in Großbritannien. Die als Kulturdenkmal der Kategorie Grade I klassifizierte und als Scheduled Monument geschützte Ruine gilt als eines der eindrucksvollsten und am besten erhaltenen Beispiele normannischer Militärarchitektur in England. Die strategisch wichtige Burg hatte während der Konflikte zwischen den frühmittelalterlichen Königen und dem Adel eine hohe Bedeutung.

## Geschichte
Die genaue Entstehung der Burg ist unbekannt. Vermutlich wurde kurz nach der normannischen Eroberung Englands 1066 eine erste königliche Burg mit Erd- und Holzbefestigungen auf bischöflichem Grund in der südwestlichen Ecke der befestigten Stadt Rochester errichtet. Im Domesday Book von 1086 wird die Burg erstmals erwähnt.

### Belagerung von 1088
Während der Rebellion von 1088 gegen den neuen König Wilhelm II. eroberte der König das nahe gelegene Tonbridge Castle. Dort erfuhr er, dass Bischof Odo von Bayeux, einer der Führer der Rebellen, von Rochester nach Pevensey, einer Burg von Robert von Mortain unterwegs war. Der König reagierte rasch und konnte seine beiden Onkel Robert und Odo gefangen nehmen. Odo musste schwören, dass er die Besatzung von Rochester Castle zur Aufgabe bewegen würde, und der König sandte ihn mit einer kleinen Streitmacht zu der Burg. Als sie die Bürger von Rochester aufforderten, die Tore zu öffnen, machte die Burgbesatzung einen berittenen Ausfall, überwältigte die königlichen Soldaten und zog mit dem befreiten Bischof Odo im Triumph in die Stadt ein. Der erzürnte König begann unverzüglich mit der Belagerung von Rochester. Er errichtete im Mai 1088 zwei Trutzburgen, die die Zuwege zur Stadt abriegelten. Nach einer mehrwöchigen Belagerung musste sich die Burgbesatzung mit Bischof Odo, Eustach von Boulogne und Robert of Bellême ergeben. Die Rebellen durften England mitsamt Pferden und Waffen verlassen, doch verloren sie ihre englischen Besitzungen und Titel.

### Ausbau zur steinernen Festung

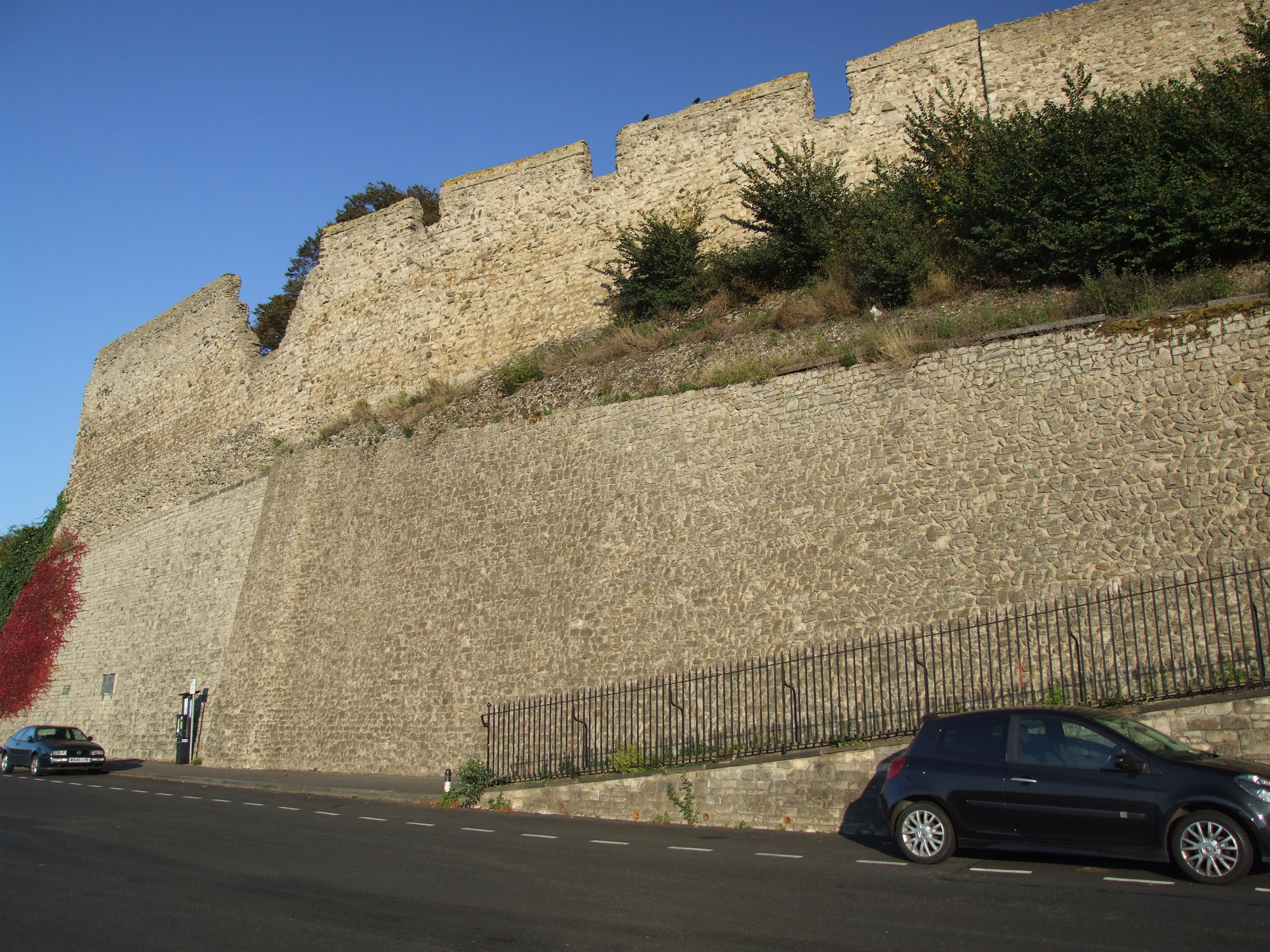
Die westliche, teils noch um 1088 errichtete Ringmauer

Nach der Eroberung beauftragte König Wilhelm II. Bischof Gundulf von Rochester, die Burg als steinerne Befestigung neu zu errichten. Gundulf verwendete für den Bau Teile der Stadtmauer aus der Römerzeit. 1127 übergab König Heinrich I. die Burg an Wilhelm von Corbeil, Erzbischof von Canterbury. Der Erzbischof erhielt die Auflage, die Burg weiter auszubauen und begann mit dem Bau des großen Keeps. Die Burg blieb im 12. Jahrhundert weiter im Besitz der Erzbischöfe von Canterbury, die die Burg für die Könige verwalteten und weiter ausbauten.

### Belagerung von Rochester Castle 1215
Als es im Herbst 1215 trotz der Anerkennung der Magna Carta durch König Johann Ohneland zu weiteren Spannungen zwischen den rebellischen Baronen und dem König kam, besetzte Ende September oder Anfang Oktober eine Streitmacht der Rebellen in einem Vorstoß von London aus die Burg. Der Constable Reginald of Cornhill, einst ein treuer Gefolgsmann von König Johann, öffnete ihnen die Tore. Die Rebellen ließen in der Burg eine starke Garnison von 95 Rittern und 45 Men-at-arms unter William d’Aubigné zurück und zogen sich dann wieder auf London zurück. Diese Besetzung gilt mit als Beginn des Kriegs der Barone.
König Johann war im September 1215 in Dover, wo er ausländische Söldner als Verstärkung für sein Heer erwartete. Als er von der Besetzung der Burg erfuhr, zog er unverzüglich mit einer kleinen Streitmacht nach Rochester und begann Anfang Oktober mit der Belagerung der Burg. Zuerst griffen die königlichen Truppen die alte Brücke über den Medway an, wurden jedoch zurückgeschlagen. In einem Überraschungsangriff konnten sie am 11. Oktober die Stadt erobern, worauf sich die Rebellen in die Burg zurückzogen. Die Brücke über den Medway wurde am 12. Oktober von den königlichen Truppen erobert und zerstört, damit war die Burg von Verstärkungen aus London abgeschnitten. König Johann begann eine erbitterte Belagerung der Burg, die er vom südwestlich der Burg gelegenen Boley Hill leitete. Die königlichen Truppen konnten rasch den Burghof erobern und begannen, mit fünf Belagerungsmaschinen den Keep zu beschießen.
Eine Entsatzarmee der Barone aus London unter Führung von Robert FitzWalter versuchte am 26. Oktober Rochester zu erreichen, zog sich allerdings bei Dartford vor der Übermacht der königlichen Truppen wieder zurück. Die Besatzung der Burg verfügte nur über knappe Vorräte, weshalb d’Aubigné verwundete oder kranke Mitglieder der Garnison aus dem Keep werfen ließ. Angeblich ließ ihnen König Johann Hände und Füße abhacken. Der mächtige Keep widerstand jedoch allen Angriffen, weshalb ihn der König unterminieren ließ. Am 25. November befahl er seinem Justitiar Hubert de Burgh, ihm 40 fette Schweine zu bringen. Der Hohlraum am Ende des Tunnels wurde mit dem Fett der Schweine als Brennstoff gefüllt und angezündet. Die hölzernen Abstützungen des Tunnels verbrannten, worauf der südöstliche Eckturm des Keeps einstürzte. Die Verteidiger zogen sich in den nördlichen Teil des Keeps zurück und setzten ihren Widerstand fort. Da sie jedoch nur noch unzureichende Vorräte hatten, ergaben sie sich am 30. November.
Der aufgebrachte König wollte zunächst alle Ritter und Barone unter den gefangenen Verteidigern aufhängen lassen. Sein Söldnerführer Savary de Mauléon konnte ihn davon abbringen, da er Vergeltungsmaßnahmen der Rebellen an gefangenen königlichen Burgbesatzungen fürchtete. Nur einen Armbrustschützen ließ der König angeblich aufhängen, der ihm seit seiner Jugend gedient hatte und nun jedoch zu den Rebellen übergelaufen war. Die gefangenen Ritter, darunter Cornhill und d’Aubigné, wurden in Corfe Castle eingekerkert. Die mit außerordentlicher Heftigkeit geführte Belagerung und die Eroberung der damals zweitstärksten Burg von Kent schockierte zahlreiche Beobachter und zerstörte das Vertrauen in die Standfestigkeit der Befestigungen vieler Burgen. Die Eroberung der Burg blieb jedoch nur ein Etappensieg des Königs. Er zog im Dezember mit seinem Heer nach Nordengland und Schottland. Nachdem im Mai 1216 der französische Prinz Ludwig mit einem Heer in England gelandet war, besetzte dieser die Burg. Erst nach dem Frieden von Lambeth im September 1217 fiel die Burg an den neuen König Heinrich III. zurück.
Die Belagerung und Eroberung der Burg 1215 gehört mit zu den am besten bezeugten Belagerungen der englischen Geschichte. Sie trug wesentlich mit bei zu dem weit verbreiteten Bild des Keeps als letzte Zuflucht der Verteidiger.

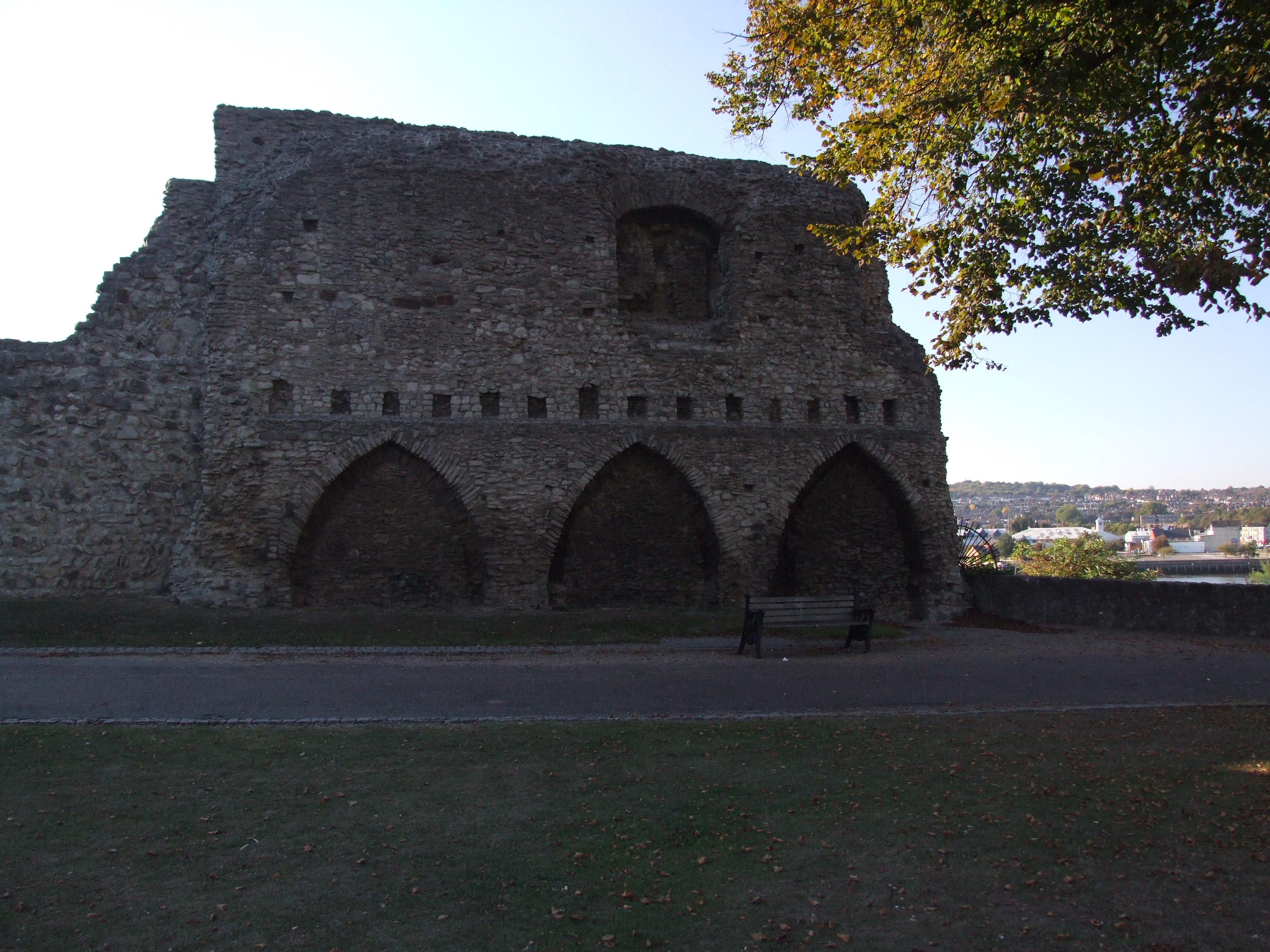
Die Außenmauer der ehemaligen Königsgemächer

### Belagerung von 1264
Unter König Heinrich III. wurde der Keep zwischen 1221 und 1231 wieder aufgebaut. Während seiner Herrschaft hielt sich der Königshof mehrmals in Rochester auf, weshalb im Burghof eine neue Wohnhalle sowie weitere Wohngebäude errichtet wurden. Während des Zweiten Kriegs der Barone wurde die Burg erneut belagert, diesmal von den rebellischen Baronen. Die königliche Besatzung wurde geführt von Constable Roger of Leybourne und von John de Warenne, 6. Earl of Surrey, John FitzAlan und dem Neffen des Königs, Henry of Almain. Die Belagerung begann am 17. April 1264, nachdem Gilbert de Clare, 6. Earl of Hertford von seiner Burg Tonbridge Castle gegen Rochester marschiert war und die Stadt von Südwesten angriff. Auf die Nachricht von Gilberts Anmarsch brannte die Besatzung der Stadt die Vororte nieder, dazu aus heute nicht erklärbaren Gründen die königliche Halle im Burghof. Simon de Montfort, 6. Earl of Leicester unterstützte de Clare mit einer Armee, mit der er von London aus die Stadt von Norden über die Brücke über den Medway angriff.
Die ersten beiden Angriffe Montforts wurden zurückgeschlagen, doch im dritten Versuch gelang seinen Truppen am 18. April der Durchbruch, als sie im Schutz des Rauchs einer mit brennbaren Stoffen beladenen Barke angriffen. Ein gleichzeitiger Angriff de Clares von Süden war ebenfalls erfolgreich, so dass sich Montfort und de Clare in der Stadt trafen. Die Armee der Rebellen plünderte die Stadt, selbst in der Kathedrale sollen dorthin geflüchtete Einwohner der Stadt von den Soldaten ermordet worden sein. Am nächsten Tag gelang den Rebellen die Eroberung des Burghofs, so dass die königliche Besatzung in den Keep flüchtete. Nach einer Kampfpause am Ostersonntag begann am Ostermontag der Angriff mit Belagerungsmaschinen, die die Burg eine Woche lang bombardierten. Vermutlich begannen die Belagerer nach dem Vorbild von König Johann auch mit der Unterminierung des Keeps, da dieser dem Beschuss standhielt. Als die Rebellen jedoch erfuhren, dass König Heinrich III. zusammen mit seinem Sohn Eduard und einer starken Armee zum Entsatz anrückte, brachen sie die Belagerung ab. Nur wenige Wochen später ergab sich die Besatzung jedoch nach der Niederlage des Königs in der Schlacht von Lewes.
Auch die weniger bekannte Belagerung von 1264 ist außerordentlich gut dokumentiert. Neben den zeitgenössischen Chroniken sind auch Belege des Schatzamtes erhalten, durch die der Verbrauch an Lebensmitteln der Besatzung belegt ist.

### Die Burg im späten Mittelalter

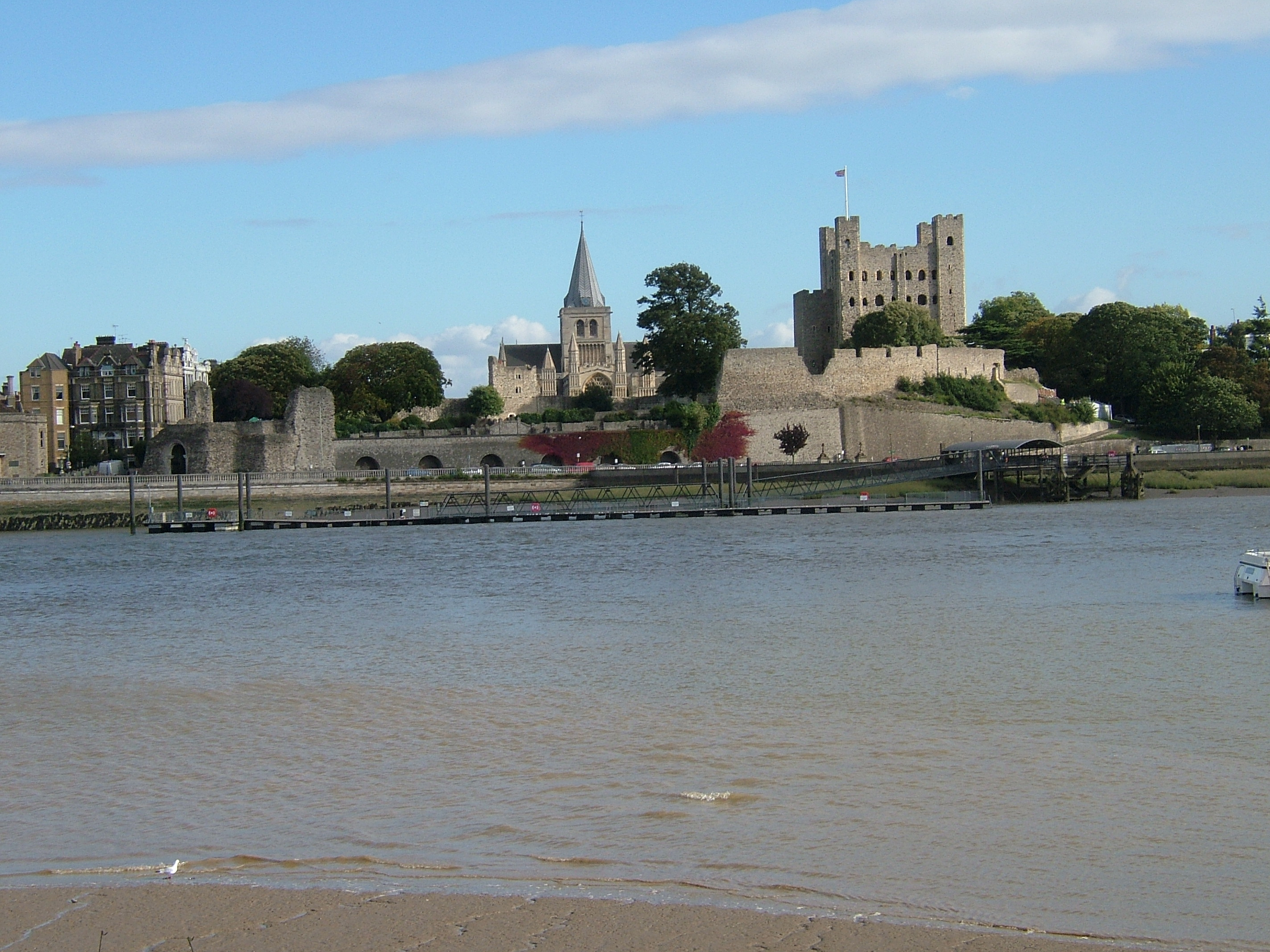
Die Burg vom gegenüberliegenden Ufer des Medway aus gesehen

Die Beschädigungen von 1264 hatten bleibende Wirkung. Die Wohnhalle und die königlichen Gemächer wurden nicht wieder aufgebaut, und der langsame Verfall der Burg begann. 1281 wurden die Ruinen der ausgebrannten Gebäude vollständig abgerissen. 1314 wurde Elizabeth de Burgh, die in englischer Gefangenschaft befindliche Frau des schottischen Königs, kurzzeitig in der Burg gefangen gehalten. 1363 galt die Burg als stark vernachlässigt, so dass König Eduard III. eine umfassende Renovierung der Anlage beschloss.  Zwischen 1367 und 1370 wurde die Burg renoviert und die beiden Türme an der östlichen Ringmauer errichtet, was £ 2262 kostete. Zwischen 1383 und 1393 wurde eine neue steinerne Brücke über den Medway erbaut. Zur Sicherung der Brücke ließ König Richard II. im Nordwesten der Burg einen bastionsartigen Turm errichten, der weitere £ 500 kostete.

### Verfall in der frühen Neuzeit
Besonders die Geschichte der Burg zwischen dem 15. und 17. Jahrhundert ist nur lückenhaft überliefert. Die Burg hatte ihre militärische Bedeutung verloren und verfiel. 1599 erlaubte Königin Elisabeth I. den Abriss von Teilen der Ringmauer, damit mit den Steinen die Küstenbefestigung Upnor Castle verstärkt werden konnte. 1610 verkaufte König Jakob I. die Burg an Sir Anthony Weldon. 1621 wurde der Keep letztmals für eine Verhandlung eines Assisengerichts genutzt. Im Gegensatz zu vielen anderen Burgen hatte Rochester Castle auch während des Englischen Bürgerkriegs keine militärische Bedeutung mehr und entging deshalb der Schleifung nach Kriegsende. Vermutlich wurde der Keep jedoch vor 1660 durch einen Brand zerstört, auch wenn es dafür keine Belege gibt. Als Samuel Pepys 1665 die Burg besuchte, schildert er sie als verfallen und zerstört.

### Die Ruine seit dem 18. Jahrhundert
Die Ruine des Keeps diente seit dem 18. Jahrhundert als Motiv für viele Gemälde. 1870 pachtete und 1884 kaufte die Stadt Rochester die Ruine von ihrem damaligen Besitzer, dem Earl of Jersey. Im ehemaligen Burghof wurde ein öffentlicher Park, der Castle Gardens, angelegt. Bis 1904 erfolgte eine Restaurierung der Ruine. 1965 übernahm das Ministry of Works die Verwaltung des Keeps, der 1984 English Heritage übergeben wurde. Seit 1995 verwaltet die City of Rochester, die 1998 im Borough of Medway aufging, die gesamte Burganlage.

## Lage

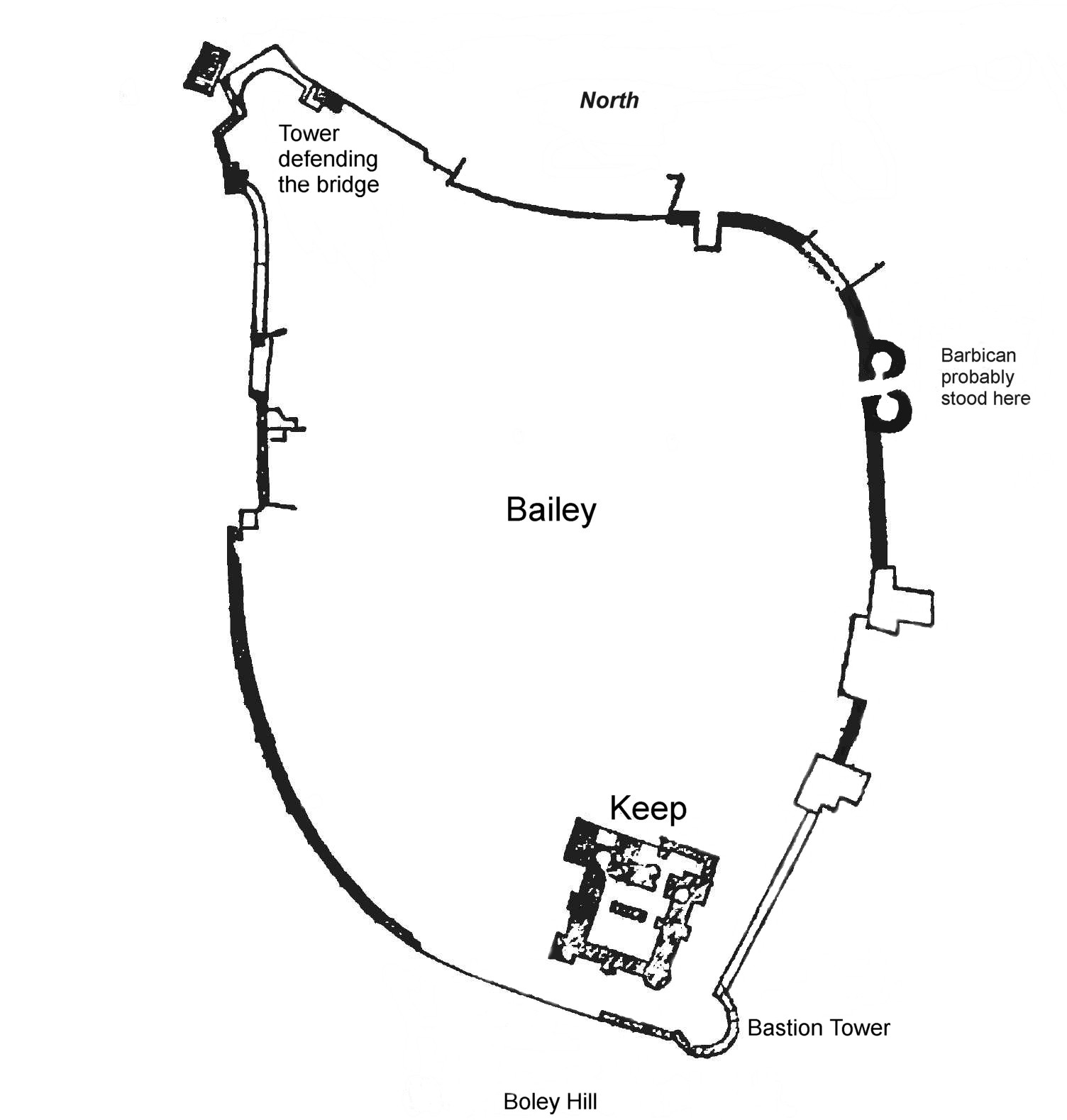
Plan der Burg nach einer Zeichnung von 1836

Die Burg liegt am rechten, östlichen Ufer des River Medway an der Stelle, wo die bereits seit der Römerzeit benutzte Watling Street den Fluss überquerte. Die Burg wurde im Südwesten  der ehemaligen befestigten Römerstadt Rochester errichtet. Östlich der Burg entstand ab dem späten 11. Jahrhundert die Kathedrale von Rochester. Ob die Lage der Burg die teils ungewöhnliche Baugestaltung der Kathedrale, wie die Anlage des nicht mehr erhaltenen Kreuzgangs südlich des Chors anstelle südlich des Kirchenschiffs, beeinflusst hat, ist umstritten. Das enge Nebeneinander von Burg und Kathedrale in Rochester ist ein starkes Symbol für das Nebeneinander von Adel bzw. Königtum und der Kirche, den beiden Pfeilern der mittelalterlichen Gesellschaft. Diese Anordnung findet sich noch in weiteren englischen Städten, vor allem in Lincoln, aber auch in anderen europäischen Ländern.

## Anlage
Die unregelmäßige Anlage war von einer Ringmauer umschlossen, die auch den Keep mit einschloss. Im Süden und gegenüber der östlich gelegenen mittelalterlichen Stadt lag ein weiter Burggraben, die Westseite wurde durch den Fluss geschützt. Im Norden der Anlage lag die Brücke über den Fluss. Der Hauptzugang zur Burg erfolgte von Nordosten. Beherrscht wurde die mittelalterliche Burg durch den an der südöstlichen Ecke des Burghofs gelegenen Keep. Der Burghof ist bis heute nur teilweise archäologisch untersucht worden. Er liegt besonders an der Ostseite vermutlich mehrere Meter über dem Niveau der römischen und der frühen angelsächsischen Stadt. Wahrscheinlich liegen unter den Wällen der normannischen Burg die Reste einer angelsächsischen Siedlung aus der Zeit vor der normannischen Eroberung. Von einem Burghügel der ersten Burg aus dem 11. Jahrhundert wurden bislang keine Hinweise gefunden, so dass diese Anlage vermutlich nur aus einem Ringwall bestand.
Lange Zeit wurde angenommen, dass die Erdwerke vom Boley Hill südwestlich der Burg der erste Standort der Burg und auch Zeugnisse einer Befestigung aus der Zeit der Wikingerüberfälle des 9. Jahrhunderts waren. In den 1970er Jahren im Burghof durchgeführte Ausgrabungen bewiesen jedoch, dass die erste normannische Burg bereits an dem jetzigen Standort errichtet wurde. Ob Boley Hill ein Vorwerk der Ringwallanlage des 11. Jahrhunderts oder gar erst ein erst im 13. Jahrhundert angelegter äußerer Burghof war, ist bis heute umstritten. Der tiefe Graben und der Wall an der Südseite wurden im 13. und 14. Jahrhundert als Befestigung zum Schutz des südlichen Zugangs zur Stadt Rochester genutzt.

### Ringmauer
Von der den Burghof umgebenden Ringmauer ist noch die östliche und westliche Seite erhalten. Von der westlichen Mauer stammen noch Teile von der unter Bischof Gundulf nach 1088 angelegten ersten steinernen Befestigung. Daran grenzt ein Mauerteil mit der Außenwand eines für König Heinrich III. in den 1220er Jahren errichten zweigeschossigen Wohnbaus. Unter Heinrich III. wurde auch der runde Südostturm unweit des Keeps errichtet. An der östlichen Mauer befinden sich zwei rechteckige Türme, die zur Verstärkung der Burg in den 1370er Jahren errichtet wurden. Der als Ruine erhaltene D-förmige Turm im Nordwesten der Burg stammt aus den 1380er Jahren.

### Castle Gardens
Die Castle Gardens nehmen die gesamte Fläche des ehemaligen Burghofs ein. Der Zugang im Nordosten liegt nahe der Stelle des mittelalterlichen Haupttors der Burg. Heute besteht die Anlage vor allem aus einer ebenen Rasenfläche, die anstelle einer aufwändigeren Gartenanlage des viktorianischen Zeitalters angelegt wurden. Obwohl in mittelalterlichen Zeugnissen zahlreiche Gebäude im Burghof erwähnt werden, sind deren genauen Standorte heute unbekannt. Der Burghof war zeitweise durch eine in Ost-West-Richtung verlaufene Mauer in einen größeren nördlichen und einen kleineren, südlichen Teil geteilt. Der westliche Verlauf dieser Mauer konnte bisher jedoch noch nicht rekonstruiert werden.

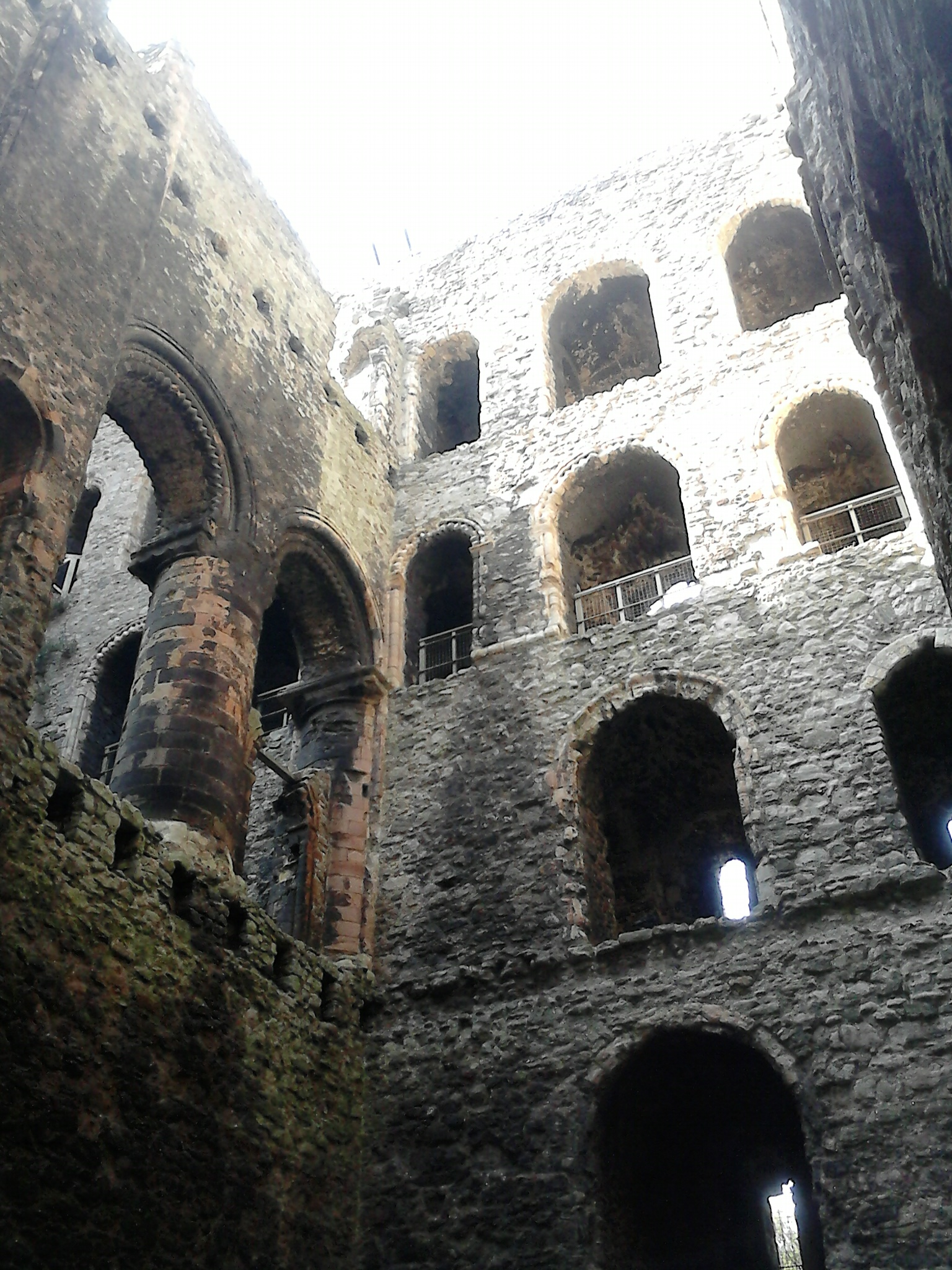
Der Innenraum des Keeps, links ist die Arkadenwand erkennbar, die das Hauptgeschoss unterteilte

### Keep
Der Keep der Burg ist ein architektonisches Meisterwerk. Mit 38 m Höhe ist er der höchste erhaltene Keep in Europa, und er gehörte sicher mit zu den höchsten europäischen Burgtürmen dieser Zeit. Bereits in zeitgenössischen Berichten wird er als außergewöhnliches Bauwerk bewundert. Die Außenmauern des Turms auf annähernd quadratischen Grundriss sind 21 m lang und bis zu 3,6 m dick.
Die Außenmauern bestehen hauptsächlich aus unregelmäßigen Kalksteinen (Kentish ragstone), doch die Ecken sowie die Fensterfassungen wurden aus sorgfältig behauenem Pierre de Caen aus der Normandie errichtet. Auch wenn heute viele Fensteröffnungen zerstört sind, ist erkennbar, dass die Fenster in den oberen Stockwerken größer und mit Steinmetzarbeiten verziert waren. Der Keep besitzt vier Ecktürme, von denen der südöstliche im Gegensatz zu den eckigen Türmen an den anderen Ecken rund ist. Er wurde nach der Zerstörung von 1215 in den 1220er Jahren neu errichtet. Der Zugang zum Keep befand sich im ersten Obergeschoss und erfolgte durch einen rechteckigen Vorbau an der Nordseite. Über eine Außentreppe gelangte man durch eine Tür in einen Vorraum, von dem eine durch ein Fallgatter gesicherte Tür in den Hauptteil des Keeps führte.
Seit der Zerstörung im 17. Jahrhundert ist das Innere des Turms eine weite, dachlose Ruine. Durch eine Zwischenmauer wird der Innenraum in zwei Hälften unterteilt, an der Zwischenmauer lag auch ein Brunnen, so dass der Turm über eine eigene Wasserversorgung verfügte. Balkenlöcher zeigen die Lagen der ehemaligen Zwischendecken an, und in den Außenmauern sind noch Reste der Fenster, Kamine und Latrinen erkennbar. Der nordöstliche und südwestliche Eckturm enthielten Wendeltreppen, die die einzelnen Stockwerke miteinander verbanden.
Der Keep hatte einst vier Stockwerke. Im Untergeschoss befanden sich Speicher- und Lagerräume, darüber befand sich eine Etage mit zwei Räumen, die vermutlich als Unterkunft der Burgbesatzung diente. Im zweiten Obergeschoss befanden sich die Hauptwohnräume. Dieses Hauptgeschoss wurde durch eine elegante Arkade mit runden Säulen und Steinmetzarbeiten unterteilt. Ähnlich wie im Keep von Hedingham Castle oder in Norwich Castle befindet sich auf dieser Etage in den umlaufenden Außenwänden eine Galerie. Sie verläuft in der südöstlichen Ecke höher als an den anderen Seiten, so dass an dieser Stelle vermutlich eine erhöhte Bühne für den Tisch des Königs stand. An der nördlichen Mauer befand sich eine kleine Kapelle, die mit Wandmalereien ausgeschmückt war. Der architektonische Schmuck auf dieser Etage ist zwar einfacher als in den zeitgenössischen Kathedralen oder Abteikirchen ausgeführt, zeigt aber trotz der teilweisen Zerstörung heute noch, dass auch normannische Burgen elegant ausgestattet sein konnten. Auf der darüber liegenden Etage unter dem Dach befanden sich vermutlich die Wohngemächer des Königs. Um das Dach verlief ein Wehrgang.

## Die Burg in der Literatur und im Film
Der in Rochester lebende Autor Charles Dickens erwähnte den Keep in seinen Romanen Die Pickwickier und Das Geheimnis des Edwin Drood. Die Belagerung von 1215 diente als Vorlage für den 2011 entstandenen Film Ironclad – Bis zum letzten Krieger. Daneben diente die Burg als Kulisse für mehrere Filme, darunter Hamlet und Henry VIII.